# Рогачёвская волость (Александровский уезд)
Рогачёвская волость — волость в составе Сергиевского уезда Московской губернии (1921—1922), до 1921 года — Александровского уезда Владимирской губернии. Волостной центр — село Сватково (с 1913 года), Рогачёво.
Ныне территория волости находится в Александровском районе Владимирской области и в Сергиево-Посадском городском округе Московской области.

## История
По данным 1913 года волостное правление волости было перенесено в село Сватково.
9 мая 1921 года западные части Ботовской и Рогачёвской волостей вошли в состав Сергиевского уезда Московской губернии.

## Состав

### Сельсоветы
Богородский, Выпуковский, Дивовский, Душищевский, Иудинский, Козицынский, Леоновский, Малыгинский, Мишутинский, Сватковский, Язвицкий, Яковлевский

### Населённые пункты
- Арсаки
- Березники
- Бобырево
- Борисцево
- Бужаниново
- Васильково
- Веригино
- Выпуково
- Гагино
- Гальнево
- Геронтьево
- Григорово
- Дивово
- Дубинская
- Душильцы
- Жерлово
- Зажегино
- Иваньково
- Игнатьево
- Истомино
- Иудино
- Коварово
- Козицыно
- Коровайково
- Крапивино
- Леоново
- Маньково
- Митино
- Мишутино
- Несвитаево
- Никульское
- Полиносово
- Путятино
- Редриковы Горы
- Рогачёво — волостной центр
- Рябинино (не путать с Рябинино в составе Андреевско-Годуновской волости Александровского уезда)
- Самойлово
- Сватково — волостной центр (1913)
- Семёнково
- Семенцево
- Слабнево
- Слободка
- Смятьево
- Суропцево
- Терпигорево
- Титовское
- Топорково
- Федяйково
- Федоровская
- Шеино
- Шубино
- Язвицы
- Яковлево